# Monthureux-sur-Saône
Monthureux-sur-Saône település Franciaországban, Vosges megyében. Lakosainak száma 870 fő (2022. január 1.). Monthureux-sur-Saône Attigny, Bleurville, Claudon, Godoncourt, Martinvelle, Regnévelle és Saint-Julien községekkel határos.

## Népesség
A település népességének változása:
| Lakosok száma | 878  | 874  | 880  | 879  | 894  | 909  | 896  | 885  | 870  |
|               | 2013 | 2015 | 2016 | 2017 | 2018 | 2019 | 2020 | 2021 | 2022 |